# Santa miseria
Santa miseria (Hurskas kurjuus) è un romanzo del 1919, il più famoso dello scrittore finlandese Frans Eemil Sillanpää, premio Nobel per la letteratura.

## Trama
Jussi, detto anche Juha o Janne, nasce nel 1857 nella fattoria di Nikkilä, nel comune di Harjakangas, un villaggio rurale della Finlandia. È figlio di Penjami, il quale gestisce la fattoria, e della sua terza moglie Maja, che prima faceva la serva ed ora viene picchiata dal marito, oltre a dover sopportare la presenza della balia Loovisa, con la quale Penjami era stato fidanzato. Il marito di Loovisa, Taavetti, subisce pesanti allusioni da parte di Penjami. Una volta cresciuto, Jussi si ritrova con altri bambini sulla collina di Sikomäki per fare giochi "proibiti".
Penjami, indebitato con il padrone della vicina fattoria di Olilla, muore nel periodo di Natale del 1867 e Nikkilä viene venduta. Nella primavera dell'anno successivo anche Maja muore, dopo aver fatto accogliere nella fattoria di Tuorila (proprietà del fratello Kalle) il figlio Jussi, che vi rimane sette anni, per esserne poi cacciato in quanto accusato di una bravata commessa in realtà da Kustaa, un suo coetaneo. Jussi viene ospitato da Miina, la padrona della fattoria di Toivola, dove si trova anche Kustaa. Qui Jussi lavora con Keinonen, che guida un gruppo di boscaioli, e di lì parte come bracciante girovago per il trasporto fluviale del legname.

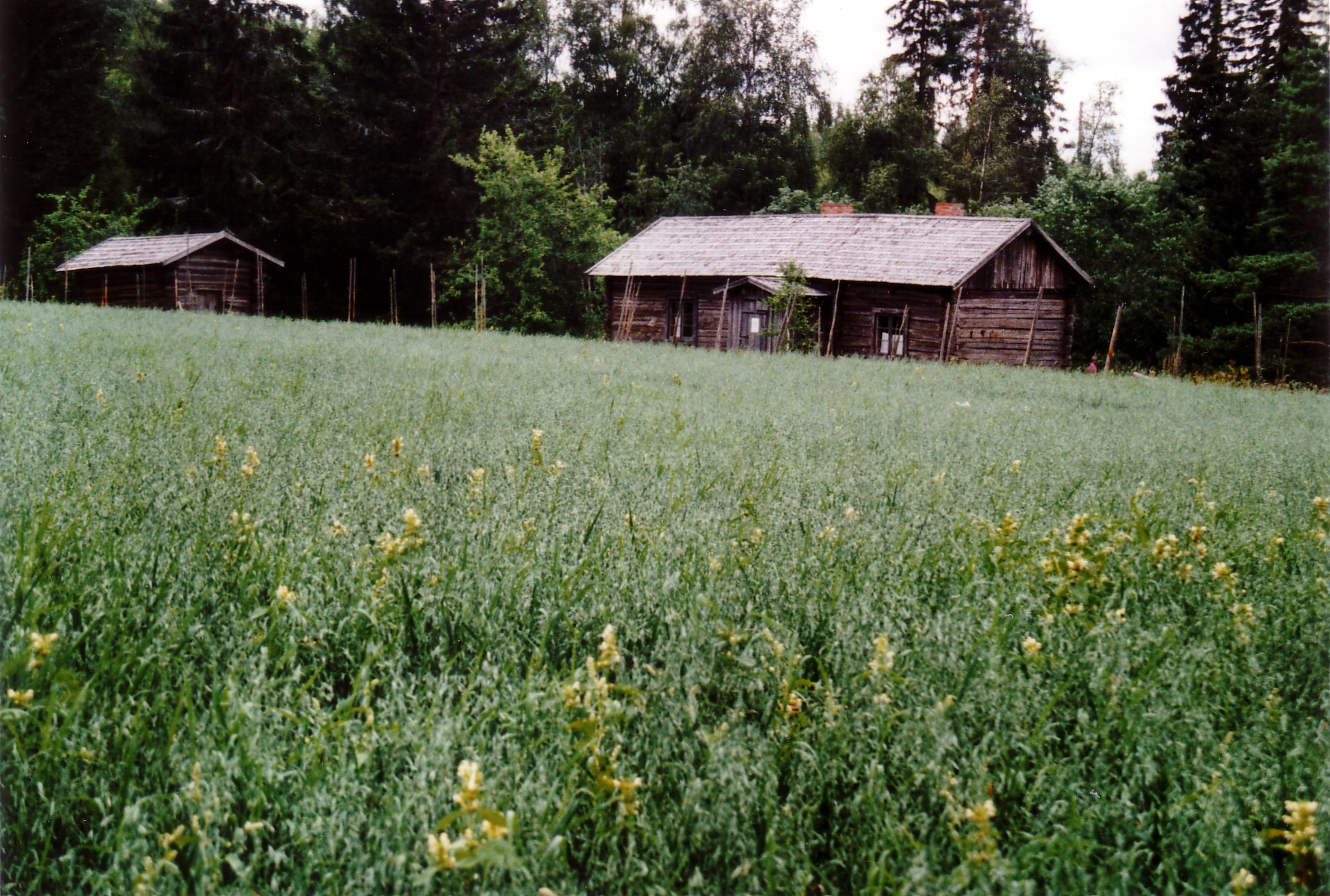
Il luogo di nascita di Sillanpää: una casa modesta come quella occupata nel romanzo da Jussi, Riina e i loro figli.

A 24 anni, dopo la morte dello zio Kalle, Jussi abbandona la squadra di boscaioli e diventa domestico nella fattoria di Pinjola, poco lontana dal suo paese natale. Dopo tre anni ha le sue prime esperienze con una donna, Riina, la serva della fattoria, che all'insaputa di Jussi già aspetta un bambino da un uomo che non può sposare. Riina trova quindi conveniente il matrimonio con Jussi e va a vivere con lui in una casa in affitto. I coniugi iniziano a sbrigare lavori d'ogni genere, ma la famiglia rimane sempre in una condizione di miseria. Dopo il primo figlio, chiamato Kalle, nascono Hiltu, una bambina taciturna, e Ville, il quale un giorno viene colpito alla schiena da Kalle e muore dopo una lunga malattia procuratagli dall'incidente.
Riina mette al mondo anche Lempi, una bambina, e Martti, un maschietto. Kalle lavora prima come domestico e poi come cocchiere in città, dove inizia ad interessarsi di politica, ed invia periodicamente a Jussi, ormai cinquantenne, il Giornale del popolo. Riina muore in seguito a una malattia della zona genitale, che l'aveva riempita di vergogna. Kalle scrive al padre che Hiltu, poco dopo aver trovato impiego come domestica, è morta gettandosi nel lago. Jussi, sentendosi portato a fare prediche e comizi, si avvicina al movimento rivoluzionario, dove ritrova Kalle, col quale però ha un rapporto distaccato.
Durante la guerra civile, seguendo gli ordini di Rinne, nella cui casa si riuniscono i ribelli rossi, il vecchio Jussi sorveglia l'abitazione del signore di Paitula, che viene ucciso da due rossi, ma la colpa ricade su Jussi, che in preda al panico, non volendosi sentire responsabile di quel crimine, lascia la propria arma accanto al corpo del defunto. Soffocata la rivolta, Jussi viene fucilato insieme ad altri ribelli. Trovandosi ultimo di una fila, si stende sul mucchio di cadaveri "per esser pronto", ma prima di essere giustiziato gli viene ordinato di alzarsi.

## Edizioni
- Frans Emil Sillanpää, Santa miseria, traduzione di Silvia Fischer, Milano, editore dall'Oglio, 1968,  pp. 284 (solo il romanzo).